# 1971 في الهند
فيما يلي قوائم الأحداث التي وقعت خلال عام 1971 في الهند.

## كتب
من الكتب التي صدرت هذه السنة في الهند:
- 1 يناير – الحصن الذهبي من تأليف ساتياجيت راي.

## مواليد

### يناير
- 1 يناير – فيكاس باهل
- 1 يناير – كبير خان
- 1 يناير- سونيل سينغ، سياسي هندي.

### أبريل
- 6 أبريل – سانجاي سوري ممثل هندي.

### مايو
- 21 مايو – أديتيا شوبرا

### يونيو
- 16 يونيو – امتياز علي

### سبتمبر
- 3 سبتمبر – كيران ديساي مؤلفة هندية.

### نوفمبر
- 4 نوفمبر – تابو ممثلة هندية.

### ديسمبر
- 18 ديسمبر – برخا دوت

## وفيات

### ديسمبر
- 30 ديسمبر – فيكرام سرابهاي (مواليد 1919) فيزيائي هندي.